# Vejvanov
Vejvanov (en allemand : Wejwanow) est une commune du district de Rokycany, dans la région de Plzeň, en République tchèque. Sa population s'élevait à 255 habitants en 2021.

## Géographie
Vejvanov se trouve à 16 km au nord-nord-est de Rokycany, à 25 km au nord-est de Plzeň et à 61 km à l'ouest-sud-ouest de Prague.
La commune est limitée par Hlohovice au nord, par Sebečice et Drahoňův Újezd à l'est, par Přívětice au sud et par Skomelno et Chomle à l'ouest.

## Histoire
La première mention écrite du village date de 1379.

## Galerie

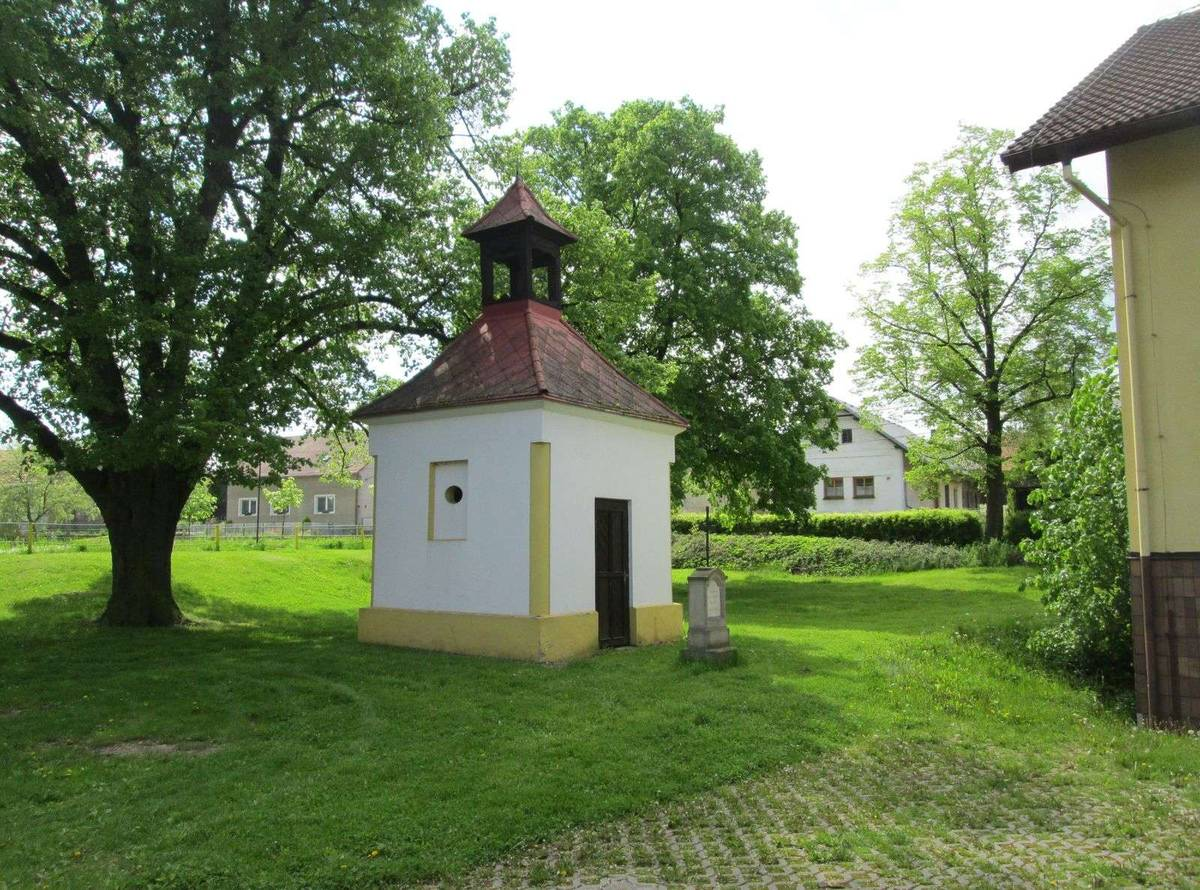
Chapelle à Vejvanově.
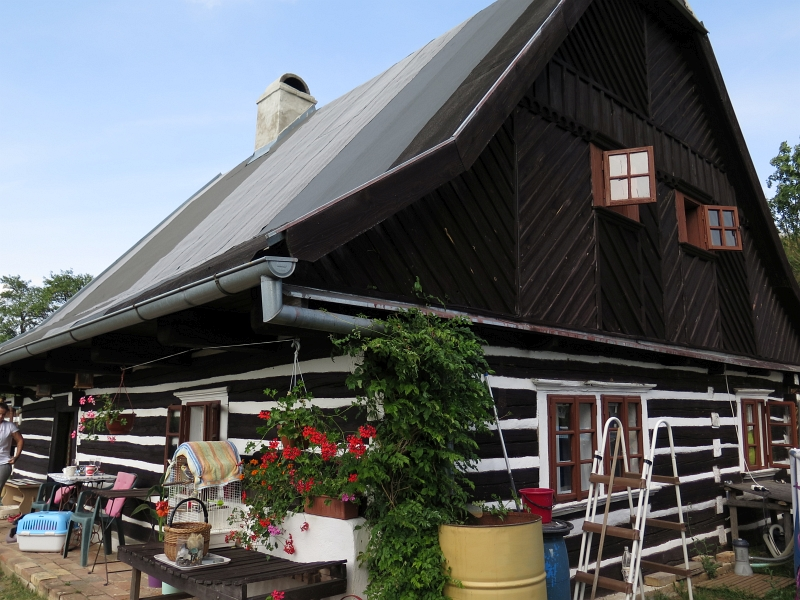
Maison en bois.

## Transports
Par la route, Vejvanov se trouve à 4 km de Radnice, à 19 km de Rokycany, à 30 km de Plzeň et à 74 km de Prague. 